# 梁益建
梁益建（1964年9月—），重庆人，汉族，中国共产党党员。中华人民共和国政治人物、第十三届全国人民代表大会四川地区代表。2016年感动中国年度人物。

## 生平
1981年至1986年，成都中医药大学学习。1987年至2007年，就职于重庆市中医研究所骨科（期间2000年至2003年攻读重庆医科大学骨科硕士研究生，2003年至2007年攻读重庆医科大学神经病学博士研究生，2005年至2007年在美国纽约州立大学脊柱外科做访问学者）。2007年至2011年，就职于成都市第二人民医院骨科。2011年至2013年，就职于核工业四一六医院骨科。2013年，就职于成都市第三人民医院骨科。2018年2月24日，当选为第十三届全国人大代表。2024年，就职于成都京东方医院。